# Gare de Tunis
La gare de Tunis, parfois surnommée gare de Barcelone, est la gare principale de Tunis, la capitale de la Tunisie. Située sur la place de Barcelone, elle est exploitée par la Société nationale des chemins de fer tunisiens.

## Situation ferroviaire
Elle est le terminus des lignes vers Gabès, Ghardimaou et la banlieue sud de Tunis.
La place de Barcelone qui lui fait face accueille cinq lignes du métro léger (1, 3, 4, 5 et 6).

## Histoire

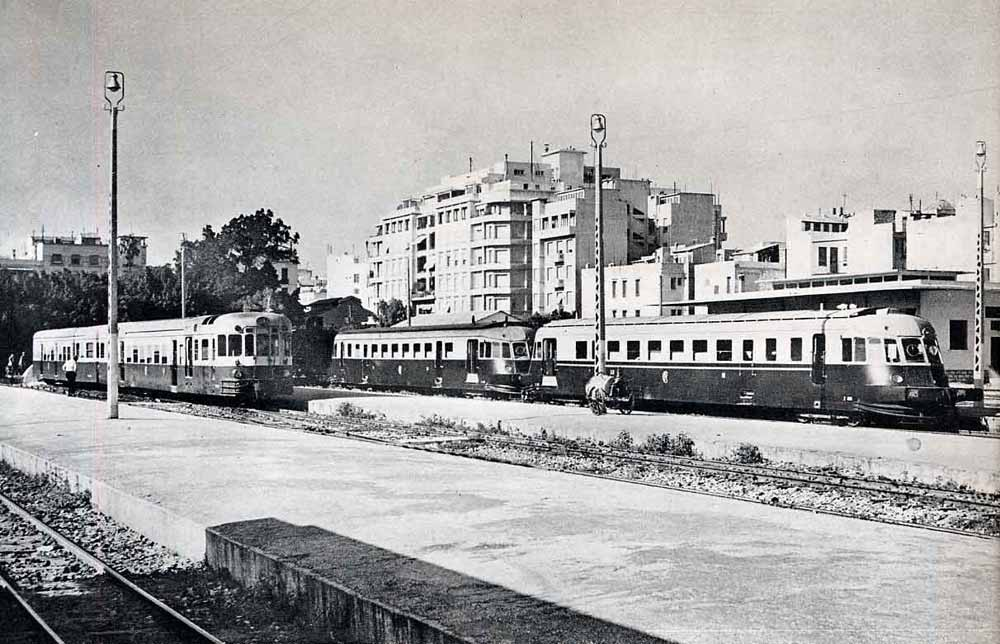
La gare de Tunis sous le protectorat.

La gare française ou gare du Sud, l'ancêtre de l'actuelle gare de Tunis, est ouverte au trafic aux environs de 1877 et constitue la tête de ligne de la voie ferrée menant à la frontière algérienne qui est exploitée par la Compagnie des chemins de fer Bône-Guelma. Par la suite, elle dessert les centres de la banlieue Sud grâce à la voie ferrée menant à Hammam Lif et exploitée par la Compagnie fermière des chemins de fer tunisiens.
La station est endommagée par un incendie au cours de la révolution de 2011.

## Service des voyageurs

### Accueil
La gare comporte une galerie d'art qui sert parfois de salle d'exposition pour les associations.

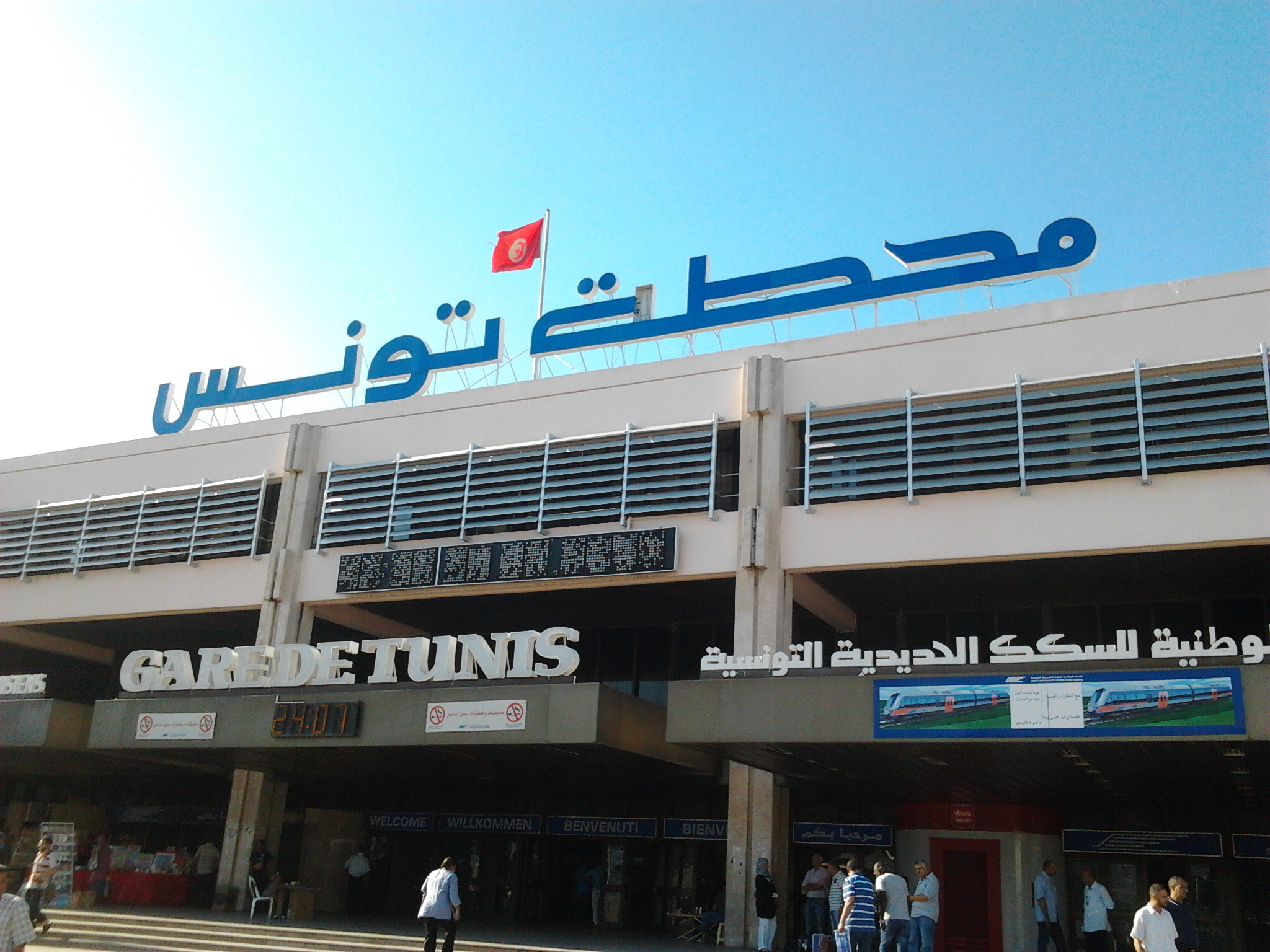
Vue extérieur de la gare.
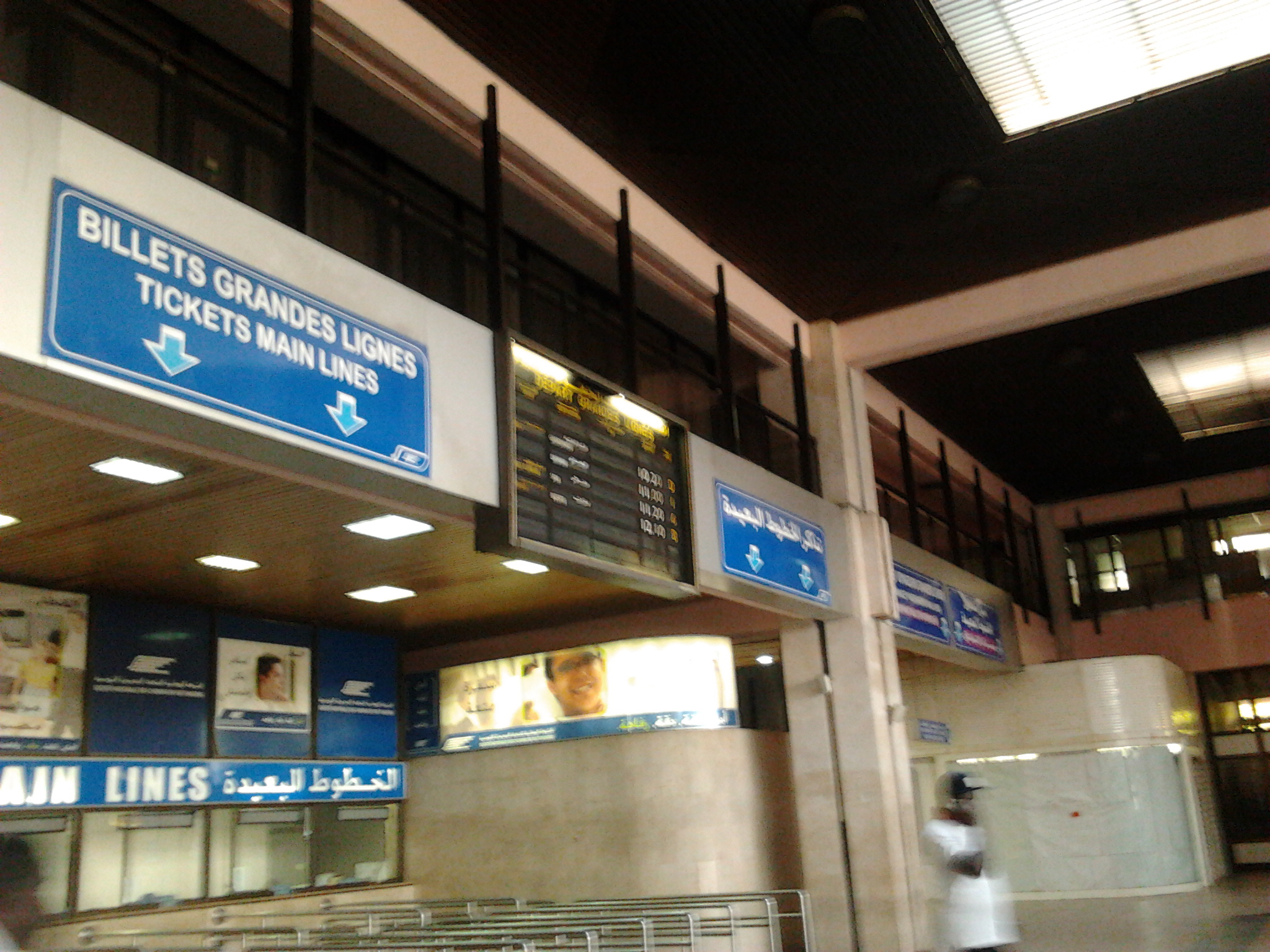
Vue intérieur de la gare.
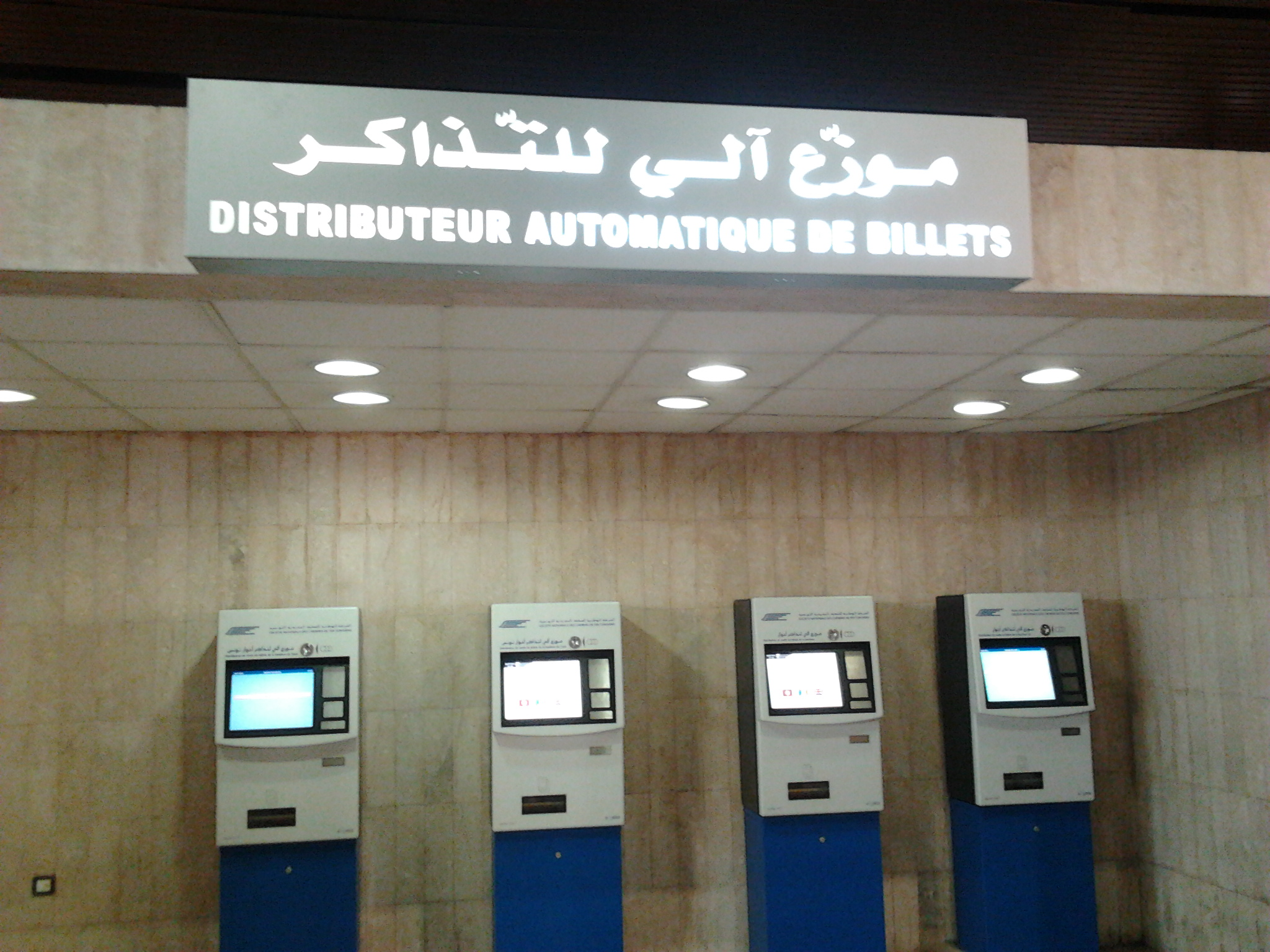
Distributeur de billets.

### Desserte

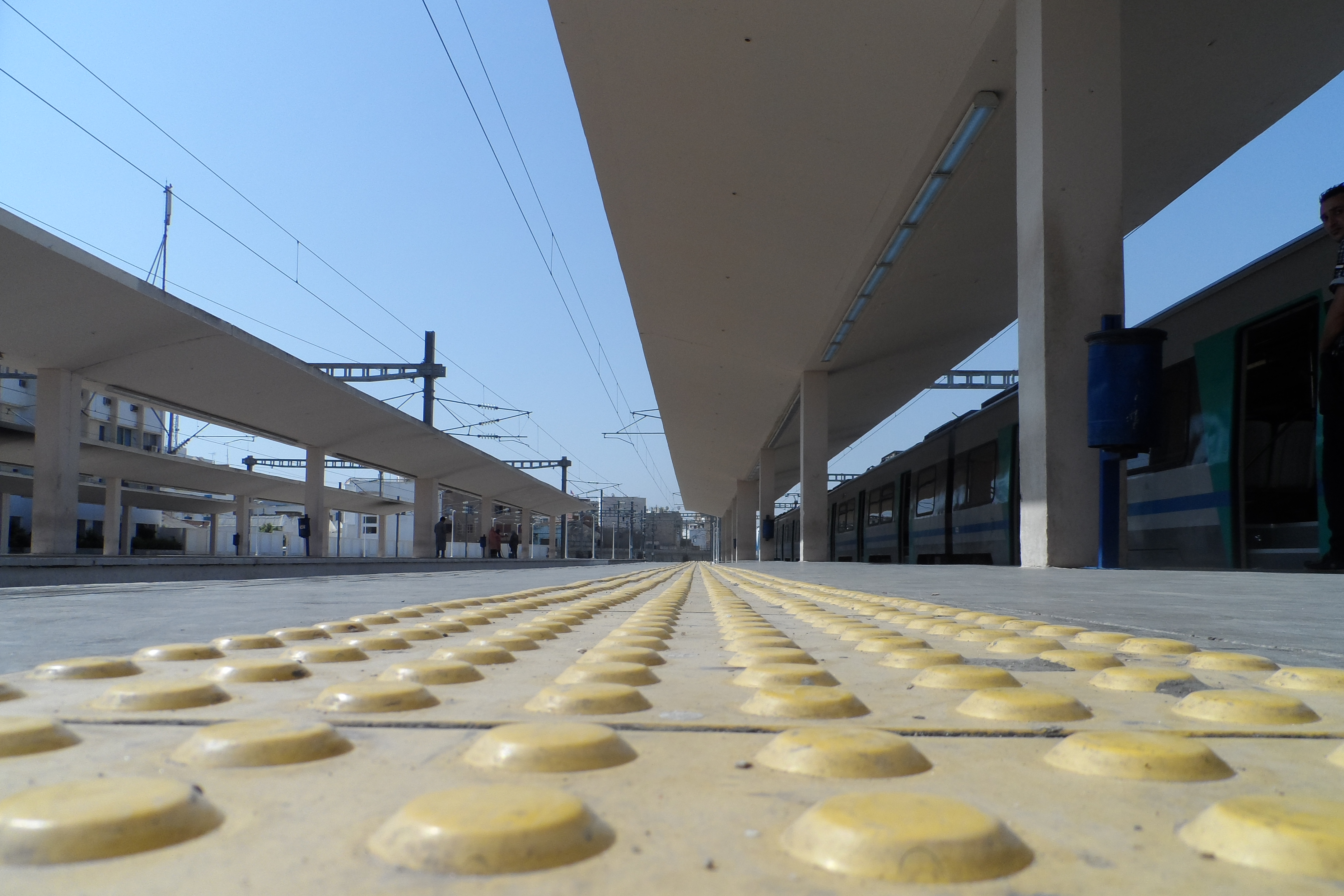
Vue du quai.
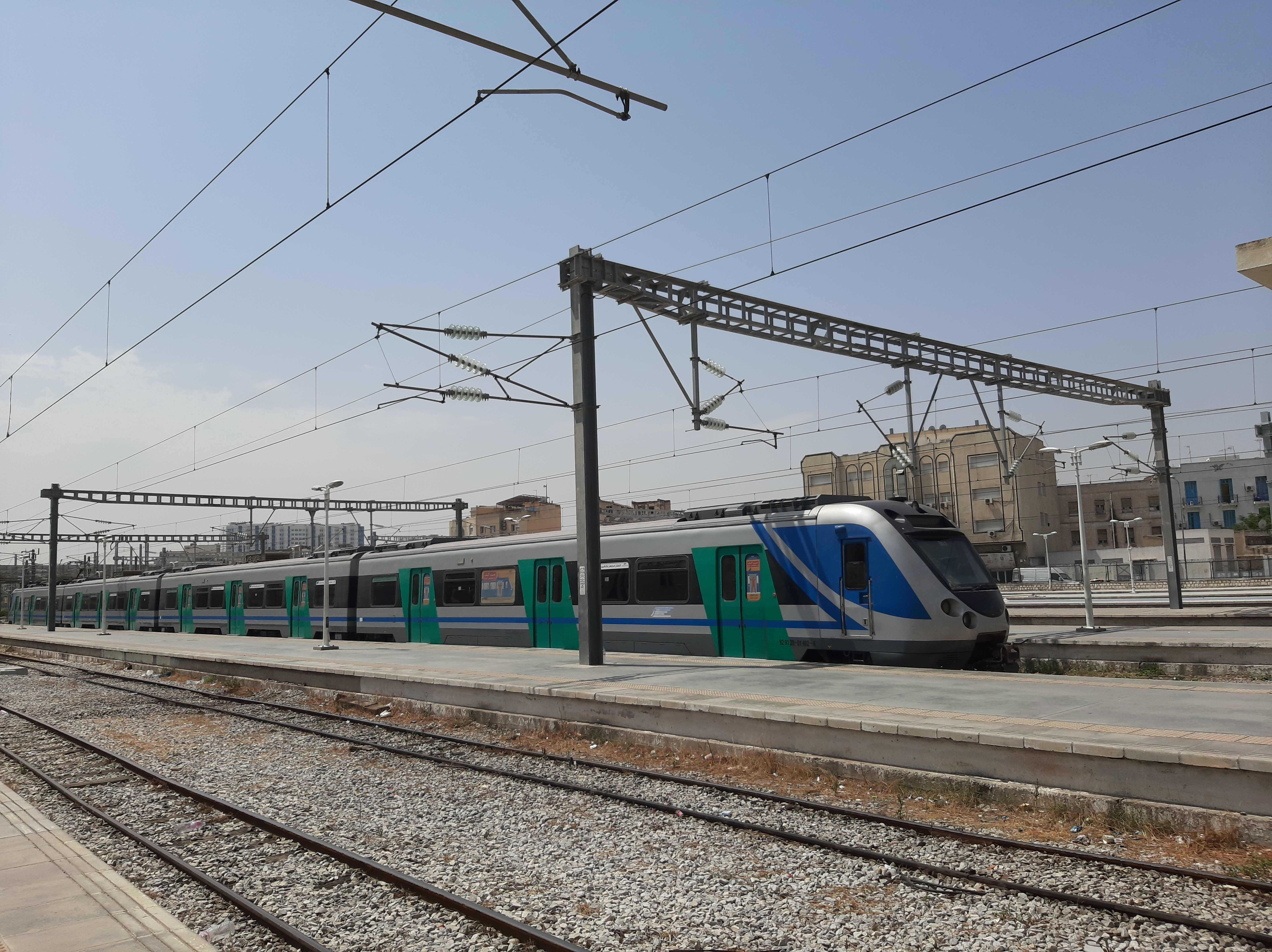
Train du banlieue sud en gare.
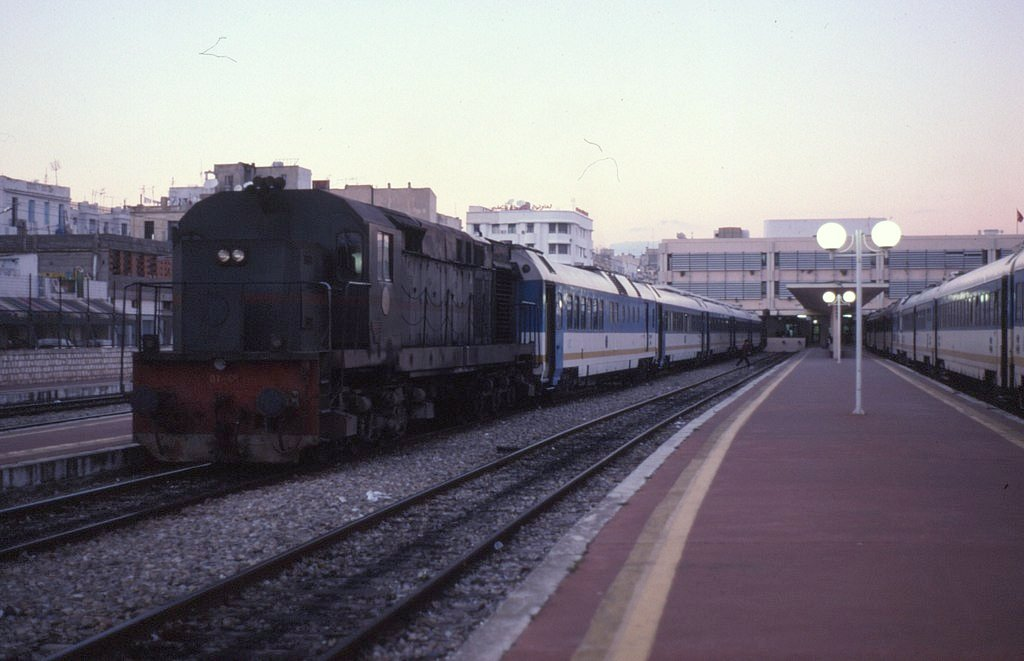
Train de la ligne Tunis-Ghardimou en gare.

### Intermodalité
La gare de Tunis est desservie par des lignes de bus de la Société des transports de Tunis qui relient le centre-ville et les banlieues. On y trouve aussi une station de location de mini-bus (louages).